# Stora Hån (Säters socken, Dalarna)
Stora Hån är en sjö i Säters kommun i Dalarna och ingår i Dalälvens huvudavrinningsområde. Sjön har en area på 0,15 kvadratkilometer och ligger 208 meter över havet.

## Delavrinningsområde
Stora Hån ingår i det delavrinningsområde (668221-149193) som SMHI kallar för Utloppet av Stora Hån. Medelhöjden är 214 meter över havet och ytan är 1,29 kvadratkilometer. Räknas de 4 avrinningsområdena uppströms in blir den ackumulerade arean 21,02 kvadratkilometer. Lustån (Fiskbäcksån) som avvattnar avrinningsområdet har biflödesordning 2, vilket innebär att vattnet flödar genom totalt 2 vattendrag innan det når havet efter 169 kilometer. Avrinningsområdet består mestadels av skog (72 procent). Avrinningsområdet har 0,15 kvadratkilometer vattenytor vilket ger det en sjöprocent på 11,7 procent.